# Fundación CEPS
La Fundación Centro de Estudios Políticos y Sociales (CEPS) es una organización política española, no adscrita a ningún partido, de ideología anticapitalista. Una de sus actividades más destacadas es proporcionar consultoría política, jurídica y económica a fuerzas y gobiernos progresistas de América Latina. Algunos de los clientes de esta Fundación han sido los gobiernos de la Comunidad Valenciana, España, Venezuela, Ecuador, El Salvador y Bolivia.
Según el Ministerio de Cultura de Venezuela, la Fundación CEPS recibió 7 millones de dólares por sus servicios de asesoría para el gobierno de Hugo Chávez. 
Con la irrupción en 2014 de Podemos en el panorama político español, la Fundación CEPS saltó a los medios de comunicación porque algunos miembros de su consejo ejecutivo eran dirigentes de ese partido (Pablo Iglesias, Íñigo Errejón, o Luis Alegre entre otros). Desde entonces, numerosos medios de comunicación, periodistas y políticos españoles han vinculado a Podemos con una supuesta financiación encubierta por parte del gobierno de Venezuela con el fin de implantar el chavismo en España. Sin embargo, el Tribunal Supremo ha dictaminado hasta en cinco ocasiones que las denuncias sobre la hipotética financiación ilegal de Podemos no tienen entidad suficiente para prosperar ni se deduce de ellas nada relevante.